# Habrodesmus venezuelanus
Habrodesmus venezuelanus är en mångfotingart som beskrevs av Karl Wilhelm Verhoeff 1938. Habrodesmus venezuelanus ingår i släktet Habrodesmus och familjen orangeridubbelfotingar. Inga underarter finns listade i Catalogue of Life.